# Morganville (Nova Jersey)
Morganville és una concentració de població designada pel cens dels Estats Units a l'estat de Nova Jersey. Segons el cens del 2000 tenia 11.255 habitants.

## Demografia
Segons el cens del 2000, Morganville tenia 11.255 habitants, 3.642 habitatges, i 3.270 famílies. La densitat de població era de 730,3 habitants/km².
Dels 3.642 habitatges en un 45% hi vivien nens de menys de 18 anys, en un 82,1% hi vivien parelles casades, en un 6,2% dones solteres, i en un 10,2% no eren unitats familiars. En el 8,9% dels habitatges hi vivien persones soles el 4,2% de les quals corresponia a persones de 65 anys o més que vivien soles. El nombre mitjà de persones vivint en cada habitatge era de 3,09 i el nombre mitjà de persones que vivien en cada família era de 3,29.
Per edats la població es repartia de la següent manera: un 27,9% tenia menys de 18 anys, un 5,9% entre 18 i 24, un 26% entre 25 i 44, un 32,2% de 45 a 60 i un 8,1% 65 anys o més.
L'edat mediana era de 40 anys. Per cada 100 dones de 18 o més anys hi havia 91,4 homes.
La renda mediana per habitatge era de 99.035 $ i la renda mediana per família de 107.081 $. Els homes tenien una renda mediana de 75.067 $ mentre que les dones 41.861 $. La renda per capita de la població era de 39.802 $. Aproximadament l'1,3% de les famílies i l'1,7% de la població estaven per davall del llindar de pobresa.

## Poblacions més properes
El següent diagrama mostra les poblacions més properes.